# 경주 남산 포석계 기암곡 제2사지 동삼층석탑
경주 남산 포석계 기암곡 제2사지 동삼층석탑(慶州 南山 鮑石溪 碁岩谷 第2寺址 東三層石塔)은 대한민국 경상북도 경주시 배동, 남산에 있는 삼층석탑이다. 2012년 10월 22일 경상북도의 문화재자료 제601호로 지정되었다.

## 개요
이 석탑은 삼릉계(三陵溪) 정상에서 서북쪽으로 약 1.3km를 이어져 내려와 포석계(鮑石溪) 본류와 합쳐지는 한 지류인 계곡 안에 절터가 있고 그 남쪽에 있다.
《동경잡기》(東京雜記)에 “바둑바위는 금오산에 있다. 바둑판 모양으로 깎은 돌이다. 이곳은 옛날 신라 때 신선들이 모여서 바둑을 두면서 놀던 곳이다.”라는 기술이 있다. 이 골짜기 아래 마을 사람들은 이곳을 ‘장구터’라고 하였으나, 일제강점기 때 일본인들에 의하여 ‘기암곡’이라 불리면서 지금까지 그렇게 불린다.
이 석탑은 원래 도괴되어 있던 것을 2003년 말부터 2004년 초반에 이르는 사이에 원래의 부재를 최대한 활용하고 없어진 부재는 충실한 고증을 거쳐 복원한 것이다. 새롭게 복원한 부분은 하층기단 면석, 2층 탑신석, 3층 탑신석과 옥개석, 노반이다. 통일신라시대 9세기 후반 무렵에 제작된 것으로 보이며 하층기단 주위에 장대석을 깔아서 탑구(塔區)를 두르고 있는 점이 주목된다.
이 석탑은 신재로 복원된 부분이 많은 약점이 있으나 보존할 가치가 충분히 인정된다.

## 참고 자료
- 경주 남산 포석계 기암곡 제2사지 동삼층석탑 - 국가유산청 국가유산포털